# U-384
U-384 — средняя немецкая подводная лодка типа VIIC времён Второй мировой войны.

## История
Заказ на постройку субмарины был отдан 15 августа 1940 года. Лодка была заложена 29 марта 1941 года на верфи Ховальдсверке, Киль, под строительным номером 15, спущена на воду 28 мая 1942 года, вошла в строй 18 июля 1942 года под командованием оберлейтенанта Ганса-Ахима фон Розенберга-Грушински.

### Флотилии
- 18 июля — 31 декабря 1942 года — 5-я флотилия (учебная)
- 1 января — 19 марта 1943 года — 3-я флотилия

### История службы
Лодка совершила 2 боевых похода, потопила 2 судна суммарным водоизмещением 13 407 брт.
Потоплена 19 марта 1943 года к юго-западу от Исландии, в районе с координатами 54°18′ с. ш. 26°15′ з. д. глубинными бомбами с британского самолёта типа B-17 «Летающая крепость». 47 погибших (весь экипаж).
До 1975 года историки считали, что лодка была потоплена в результате атаки самолёта типа «Сандерленд» 20 марта 1943 года в районе с координатами 54°18′ с. ш. 26°15′ з. д.. Этой атаке подверглась U-631, избежавшая повреждений.

### Волчьи стаи
U-384 входила в состав следующих «волчьих стай»:
- Falke 31 декабря 1942 — 22 января 1943
- Landknecht 22—28 января 1943
- Sturmer 14—19 марта 1943